# Doboj (Kakanj)
Pour les articles homonymes, voir Doboj.
Doboj (en cyrillique : Добој) est une localité de Bosnie-Herzégovine. Elle est située dans la municipalité de Kakanj, dans le canton de Zenica-Doboj et dans la fédération de Bosnie-et-Herzégovine. Selon les premiers résultats du recensement bosnien de 2013, elle compte 2 582 habitants.

## Démographie

### Évolution historique de la population
| 1948 | 1953 | 1961  | 1971  | 1981  | 1991  | 2013  |
| ---- | ---- | ----- | ----- | ----- | ----- | ----- |
| -    | -    | 1 322 | 2 169 | 2 378 | 2 516 | 2 582 |

|  |